# 7919 Прайм
7919 Прайм (7919 Prime) — астероїд головного поясу, відкритий 2 березня 1981 року.
Тіссеранів параметр щодо Юпітера — 3,491.